# Nhảy cầu tại Đại hội Thể thao Đông Nam Á 2001
Nhảy cầu tại Đại hội Thể thao Đông Nam Á năm 2001 được tổ chức từ ngày 14 đến 15 tháng 9 năm 2001 tại National Aquatics Centre, Khu Liên hợp Thể thao Quốc gia, thủ đô Kuala Lumpur, Malaysia. Môn thi này nằm trong hệ thống môn thể thao dưới nước cùng với bơi lội, bóng nước và bơi nghệ thuật. Có tổng cộng 7 nội dung trao huy chương, trong đó 4 nội dung của nam và 3 nội dung của nữ. Nội dung nhảy cầu đôi lần đầu tiên được đưa vào thi đấu tại kì đại hội này. Đoàn chủ nhà Malaysia thống trị môn nhảy cầu khi giành hết 7/7 huy chương vàng được trao.

## Tóm tắt kết quả

### Bảng huy chương
| Hạng               | Đoàn               | Vàng | Bạc | Đồng | Tổng số |
| ------------------ | ------------------ | ---- | --- | ---- | ------- |
| 1                  | Malaysia           | 7    | 3   | 1    | 11      |
| 2                  | Thái Lan           | 0    | 2   | 1    | 3       |
| 3                  | Philippines        | 0    | 1   | 2    | 3       |
| 4                  | Việt Nam           | 0    | 1   | 0    | 1       |
| 5                  | Indonesia          | 0    | 0   | 3    | 3       |
| Tổng số (5 đơn vị) | Tổng số (5 đơn vị) | 7    | 7   | 7    | 21      |

### Nam
| Nội dung               | Vàng                                                | Bạc                                                 | Đồng                                                  |
| ---------------------- | --------------------------------------------------- | --------------------------------------------------- | ----------------------------------------------------- |
| 3 m cầu mềm            | Yeoh Ken Nee · Malaysia                             | Suchart Pichi · Thái Lan                            | Zardo Domenios · Philippines                          |
| 10 m cầu cứng          | Mohd Azheem Bahari · Malaysia                       | Yeoh Ken Nee · Malaysia                             | Husaini Noor · Indonesia                              |
| 3 m cầu mềm nhảy đôi   | Malaysia (MAS) · Rosharissham Roslan · Yeoh Ken Nee | Thái Lan (THA) · Suchart Pichi · Meerit Insawang    | Philippines (PHI) · Zardo Domenios · Jaime V Asok     |
| 10 m cầu cứng nhảy đôi | Malaysia (MAS) · Yeoh Ken Nee · Mohd Azheem Bahari  | Malaysia (MAS) · Low Lap Bun · and Noraznizal Najib | Thái Lan (THA) · Suchart Pichi · Sareerapat Pimsamsee |

### Nữ
| Nội dung             | Vàng                                                | Bạc                                                 | Đồng                                               |
| -------------------- | --------------------------------------------------- | --------------------------------------------------- | -------------------------------------------------- |
| 3 m cầu mềm          | Leong Mun Yee · Malaysia                            | Sheila Mae Peres · Philippines                      | Rosatimah Muhammad · Malaysia                      |
| 10 m cầu cứng        | Leong Mun Yee · Malaysia                            | Rosatimah Muhammad · Malaysia                       | Shenny Ratna Amelia · Indonesia                    |
| 3 m cầu mềm nhảy đôi | Malaysia (MAS) · Leong Mun Yee · Rosatimah Muhammad | Việt Nam (VIE) · Hoang Thanth Tra · Mai Thi Hai Yen | Indonesia (INA) · Eka Purnama Indah · Nani Suryani |